# Бажово
Бажо́во, Бажо́ва — бывший посёлок городского типа в Челябинской области России. В 2004 вошёл в черту города Копейска.

## География
Расположен на юге Западно-Сибирской равнины, в южной части города Копейска, вблизи озера Курлады.

## История
Посёлок возник в начале 1940-х годов в связи со строительством угольных шахт вблизи озера Камышенного. Вокруг шахт образовался посёлок, который территориально входил в состав города Копейска. В 1952 году в посёлке построили ДК, которому было присвоено имя писателя Бажова Павла Петровича. С этого же времени и за всем внутригородским посёлок закрепилось название посёлок имени П. П. Бажова. В 1988 году территория посёлка была выделена в самостоятельный населённый пункт, в рабочий посёлок Бажово.

## Население
| 1989   | 2002    | 2003    |
| ------ | ------- | ------- |
| 11 546 | ↗11 621 | ↘11 600 |

## Инфраструктура
Экономика
Основным видом занятости жителей в советское время являлась работа в угольной промышленности, однако к настоящему времени добыча угля прекратилась. В конце периода перестройки к востоку от посёлка было организовано несколько садоводческих товариществ для жителей Челябинска, однако к настоящему времени они испытывают значительный упадок своей деятельности.

## Транспорт
Через посёлок проходят маршруты копейских городских автобусов.